# Бородин, Станислав Владимирович
Станислав Владимирович Бородин (18 сентября 1924 — 16 сентября 2005) — советский и российский учёный-правовед, доктор юридических наук, профессор, генерал-лейтенант милиции, судья Верховного суда РСФСР (1952—1961), начальник Всесоюзного научно-исследовательского института МВД СССР (1975—1979) и Академии МВД СССР (1979—1983).

## Биография
Родился 18 сентября 1924 года в Вятке в  семье служащего.
С 1943 года  в РККА — участник Великой Отечественной войны. С 1944 года — оперативный сотрудник органов ГУК «Смерш». С 1946 года в судебной системе — секретарь народного суда, судебный исполнитель. В 1951 году окончил экстерном Московский юридический институт.
С 1952 года назначен судьёй Верховного суда РСФСР, одновременно с 1956 по 1958 годы был членом Комиссии Президиума Верховного Совета СССР по реабилитации лиц, осужденных за контрреволюционные преступления, хищения социалистической собственности и должностные преступления.
С 1961 года — начальник кафедры Высшей школы МВД СССР. Одновременно с 1963 по 1997 годы — член научно-консультативного совета при Верховном Суде РСФСР и РФ. С 1965 года — заместитель начальника, с 1975 года — начальник Всесоюзного научно-исследовательского института МВД СССР (ВНИИ МВД СССР). С 1969 по 1997 годы — одновременно член Высшей аттестационной комиссии СССР и РФ. С 1977 года одновременно как эксперт был представителем от СССР в Комитете ООН по предупреждению преступности. С 1979 года — начальник Академии МВД СССР и член Коллегии МВД СССР.
С 1984 года — в отставке. С 1984 по 2005  годы — старший, ведущий и главный научный сотрудник Института государства и права Академии наук СССР и РФ.
Умер 16 сентября 2005 года в Москве.